# 天徳 (後遼)
天徳（てんとく）は、金代に後遼政権で耶律金山が使用した私年号。天会、天成にも作る。1216年 - 1217年。

## 西暦との対照表
| 天徳 | 元年    | 2年              |
| 西暦 | 1216年  | 1217年           |
| 干支 | 丙子    | 丁丑             |
| 金   | 貞祐4年 | 貞祐5年 興定元年 |